# Great Zimbabwe
Great Zimbabwe (Marele sau Vechiul oraș Zimbabwe) a fost un oraș important între secolele XI și XIII, el era situat pe platoul cu același nume din regiunea Africii de Sud. Orașul istoric se află la 39 km de Masvingo (fostul Fort Victoria) jucând un rol central în Imperiul Munhumutapa (Monomotapa) care se întindea pe teritoriul statului de azi Zimbabwe până în regiunile centrale din Mozambic. Zidurile orașului vechi Zimbabwe sunt considerate pe locul doi  în Africa din punct de vedere istoric după piramidele Giza (Egipt).
Zimbabwe este o cetate antică în estul Africii descoperită (după unele surse) de către Adam Renders în 1867 sau 1868. Se pare că este veche de câteva mii de ani și se aseamănă, ca mod de construcție și ca proiect urbanistic cu cetățile Machu Picchu (Peru) și Cerra Gallan (Argentina). Karl Mauch a vizitat ruinele arheologice în 1871.